# Powstanie Wang Luna
Powstanie Wang Luna – krótkotrwała rebelia w 1774 roku, w północnych Chinach, inspirowana millenarystycznymi koncepcjami związanymi z sektą Białego Lotosu.
Wang Lun (王倫) był uzdrowicielem-zielarzem i adeptem sztuk walki; przewodził związanej z ruchem Białego Lotosu sekcie Czystej Wody (Qingshuijiao, 清水教). Członkowie jego sekty wywodzili się z bardzo różnych grup społecznych: byli wśród nich chłopi i robotnicy rolni, wędrowni aktorzy, sprzedawcy ryb, oleju i tofu, mnisi i tragarze. Wszystkich łączyło niezadowolenie z ówczesnej sytuacji i religijny zapał.
Wraz z nadejściem nowej ery kosmicznej (kalpa) mieli oni wywołać powstanie. Musieli jednak zrealizować swe plany wcześniej, bo o ich przygotowaniach dowiedział się lokalny urzędnik. 28 dnia 8 miesiąca 1774 członkowie sekty uderzyli na położone w zachodnim Shandongu miasta Shouzhang, Yanggu, Tongchang i Tangli. Wang Lun, wzywając na pomoc Niebiosa i "Odwieczną Czcigodną Matkę" (Wusheng Laomu – główne bóstwo Białego Lotosu), przekonał swoich popleczników, że są niepokonani, a wroga broń się ich nie ima. Miał się też ogłosić inkarnacją buddy Maitrei. Po zdobyciu wspomnianych miasteczek, rebelianci opanowali też fragment Linqing, gdzie okrążyły ich siły qingowskie, które po miesięcznym oblężeniu zdobyły miasto. Mimo zaciętej obrony, lekkozbrojni powstańcy nie byli w stanie sprostać regularnym oddziałom wojskowym. Wang Lun zginął w pożarze swej kwatery, odziany w najlepsze szaty i z bronią przy boku; rebelia upadła.
Rewolta, choć krótka i zakończona porażką, była świadectwem narastających problemów Chin, mimo świetności panowania cesarza Qianlonga.